# Peter Hamm

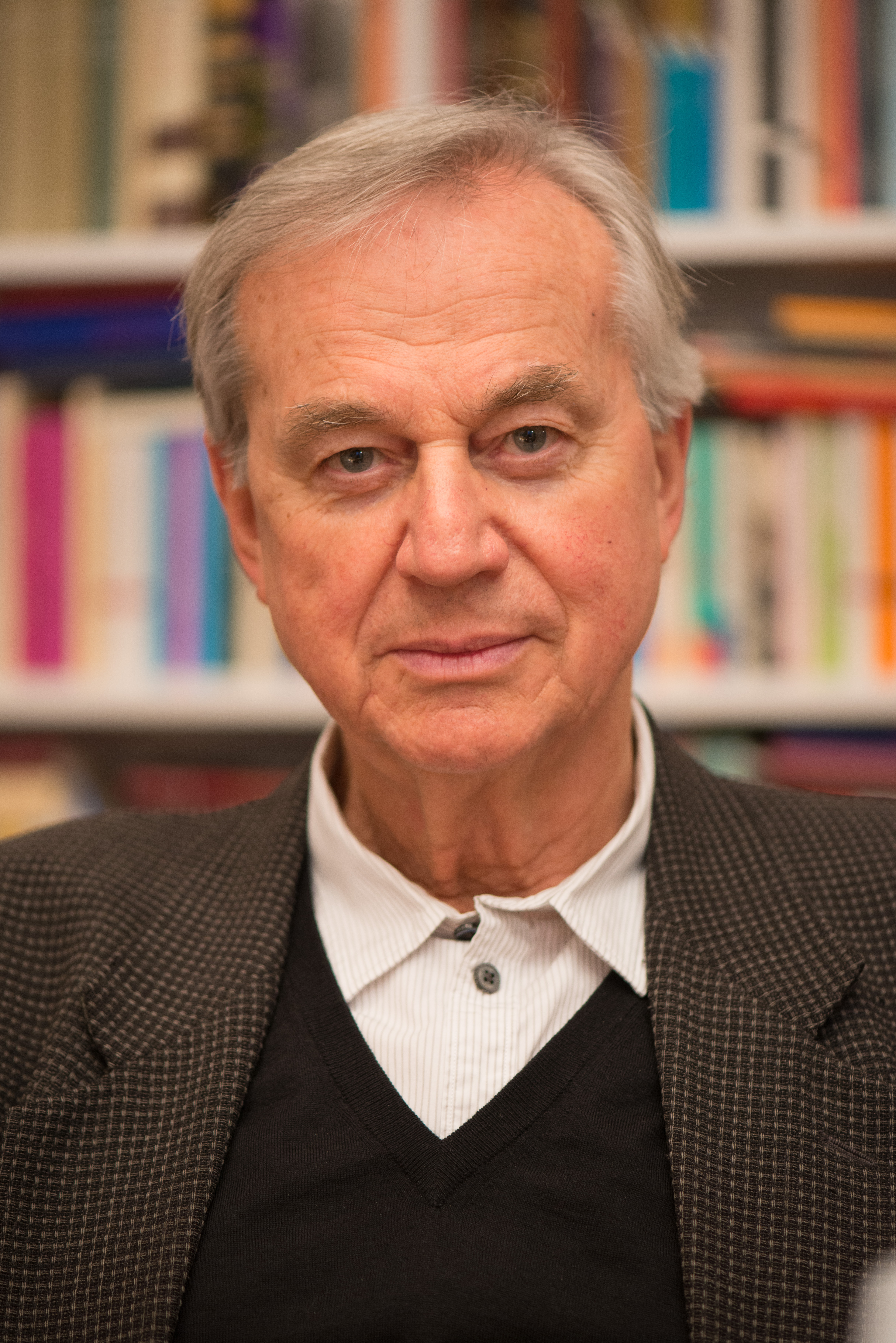
Peter Hamm (2017)

Peter Hamm (* 27. Februar 1937 in München; † 22. Juli 2019 in Tutzing) war ein deutscher Lyriker, Schriftsteller, Literaturkritiker und Autor zahlreicher Dokumentarfilme, unter anderem über Ingeborg Bachmann und Peter Handke.

## Leben und Wirken
Peter Hamm wurde 1937 in München als Sohn eines Tierarztes geboren. 1940 starb seine Mutter, durch die kriegsbedingte Abwesenheit des Vaters wuchs er bei seinen Großeltern im oberschwäbischen Weingarten und in verschiedenen katholischen Internaten auf. Mit 14 Jahren floh er aus dem Salvatorkolleg in Bad Wurzach und arbeitete zeitweise als Knecht in einem landwirtschaftlichen Betrieb. Danach begann er eine Buchhändlerlehre in Lindau, die er nach einem Jahr abbrach.
1954 veröffentlichte er erstmals Gedichte in der Literaturzeitschrift Akzente, später auch im Feuilleton der Frankfurter Allgemeinen Zeitung und in verschiedenen Anthologien. 1956, während des Ungarischen Volksaufstands, hielt er seine erste Lesung bei der Gruppe 47. 1958 begann er eine Brieffreundschaft mit Nelly Sachs und freundete sich mit Tomas Tranströmer an.
Ab 1959 war er mehrmals in der DDR und schloss Freundschaft mit den Autoren Peter Huchel, Sarah Kirsch, Johannes Bobrowski und Volker Braun. Im selben Jahr besuchte er auch Paul Celan und Nathalie Sarraute in Paris.
1959 übernahm Hamm die Leitung der Pressestelle der damaligen Hochschule für Gestaltung in Ulm. Ab 1960 arbeitete er als freier Schriftsteller. Ab 1964 bis 2002 war er Kulturredakteur beim Bayerischen Rundfunk.
Hamm war Vizepräsident der Deutschen Akademie für Sprache und Dichtung, der er seit 1991 angehörte. Seit 1996 war er Mitglied der Bayerischen Akademie der Schönen Künste. Zudem war er Jurymitglied des Hermann-Lenz-Preises und des Petrarca-Preises; kurz vor seinem Tod am 28. Juni 2019 hatte Hamm noch die Laudatio in München gehalten – sowie des Büchner-Preises und des Peter-Huchel-Preises. Er war „daheim, wo die Literatur herkommt, im Unsicherheitsland“, sagte Martin Walser.
Bekannt wurde er durch den Literaturclub, zu dessen festem Kritikerteam er von 1994 bis 2012 gehörte. Er war außerdem Jurymitglied bei der monatlichen SWR-Bestenliste.
Ab Mitte der 1970er Jahre war Peter Hamm der Lebensgefährte der Ärztin Marianne Koch. Das Paar lebte in Tutzing.

## Kritik
In einem Brief an Martin Walser, der für die FAZ gern das Hamm-Gedicht Niederlegen besprechen wollte, schrieb Marcel Reich-Ranicki am 24. April 1986: „Ich darf annehmen, daß das von Ihnen ausgewählte Gedicht von Peter Hamm (‚Niederlegen‘) zu den Höhepunkten des poetischen Werks dieses Autors gehört. Nun werden also die Leser das Niveau der Lyrik von Hamm genau erkennen können. Zugleich wird Ihr Beitrag allen Ihren literarischen Geschmack deutlich machen. Daß ich das Gedicht für miserabel halte und in ihm keine einzige Zeile finde, die ich als poetisch bezeichnen könnte, braucht Sie nicht im geringsten zu stören“.

## Auszeichnungen
- 1978: Sonderpreis des Kultusministers von Nordrhein-Westfalen im Rahmen des Adolf-Grimme-Preises für die Sendung Die verbotene Schönheit
- 1989: Kulturpreis der Städte Ravensburg und Weingarten[7]

## Schriften

### Gedichtbände
- Sieben Gedichte. (Umschlag: HAP Grieshaber). Eremiten-Presse, Stierstadt i. Ts. 1958.
- Ben Shahn. Ein Gedicht. Verlag Heino von Damnitz, München 1963.
- Der Balken. Gedichte. München-Wien (Carl Hanser Verlag) 1981.
- Die verschwindende Welt. Gedichte. Carl Hanser Verlag, München/Wien 1985.
- Die verschwindende Welt. Gedichte. Fischer Taschenbuch Verlag, Frankfurt am Main 1988.
- Den Traum bewahren. Gedichte und Essays. Hrsg. Gisela Lindner. Friedrichshafen 1989.

### Essaybände
- Der Wille zur Ohnmacht. Edition Akzente, Carl Hanser Verlag, München/Wien 1992.
- Aus der Gegengeschichte / Lobreden und Liebeserklärungen. Edition Akzente, Carl Hanser Verlag, München/Wien 1997.
- Die Kunst des Unmöglichen oder Jedes Ding hat (mindestens) drei Seiten. Aufsätze zur Literatur. Edition Akzente, Carl Hanser Verlag, München/Wien 2007.
- Pessoas Traum oder: „Sei vielgestaltig wie das Weltall!“ Aufsätze zur Literatur. Edition Akzente, Carl Hanser Verlag, München/Wien 2012.
- INS FREIE! Wege, Umwege und Irrwege in der modernen Schweizer Literatur. Limmat Verlag, Zürich 2014.
- Peter Handke und kein Ende. Stationen einer Annäherung. Wallstein, Göttingen 2017, ISBN 978-3-8353-3156-3.

### Essays (Auswahl)
- Auf der Flucht – Allein mit der Sprache. Nelly Sachs als Übersetzerin schwedischer Lyrik. In: Nelly Sachs zu Ehren. Suhrkamp Verlag, Frankfurt am Main 1961.
- Opposition – am Beispiel H. M. Enzensberger. Enthalten in: Über Hans Magnus Enzensberger. Hrsg. Joachim Schickel. Suhrkamp Verlag, Frankfurt am Main 1970.
- Der Künstler als Märtyrer – Über Ingeborg Bachmann. Enthalten in: Der Spiegel. 5. Juni 1978. Wieder abgedruckt in: M. M. Schardt (Hrsg.): Über Ingeborg Bachmann. Igel Verlag Wissenschaft, Paderborn 1994.
- Ich bin kein Literaturkritiker. In: Franz Josef Görtz, Gert Ueding (Hrsg.): Gründlich verstehen – Literaturkritik heute. Suhrkamp Verlag, Frankfurt am Main 1985.
- Hermann Lenz und die Ambivalenz – Laudatio auf den Petrarca-Preisträger Hermann Lenz. In: Petrarca-Preis 1987/1988. Edition Petrarca, München 1989.
- Dort wäre ich gerne geblieben – Hermann Lenz und sein Stuttgart. Verlag Ulrich Keicher, Warmbronn 2007.

Warmbronn (Verlag Ulrich Keicher) 2009. Ebenfalls enthalten in: Alfred Brendel: Nach dem Schlussakkord. Carl Hanser Verlag, München 2010.
- Sieger im Scheitern – Fernando Pessoa und Robert Walser, zwei entfernte Verwandte. Enthalten in Fernando Pessoa: Algebra der Geheimnisse – Ein Lesebuch. Fischer Taschenbuch Verlag, Frankfurt am Main 1990.
- In zweistimmiger Einheit, Hermann Lenz und Peter Handke – eine Freundschaft. In Berichterstatter des Tages – Biefwechsel Peter Handke – Hermann Lenz. Insel Verlag, Frankfurt am Main 2006.
- Menschwerdung musikalisch. Tagebuch einer Lebensgeschichte als Musikgeschichte. In: Elke Heidenreich (Hrsg.): Ein Traum von Musik – 46 Liebeserklärungen. C. Bertelsmann in der Verlagsgruppe Random House, München 2010.

### Gespräche in Buchform
- Peter Handke / Peter Hamm: Es leben die Illusionen – Gespräche in Chaville und anderswo. Wallstein Verlag, Göttingen 2006.
  - Französische Ausgabe: P.H. / P.H. Vive les illusions! Entretiens. Traduit de l’allemand par Anne Weber. Christian Bourgois Éditeur, Paris 2008.
  - Spanische Ausgabe: P.H. / P.H. Vivan las ilusiones – Conversaciones en Chaville Y en otros lugares. Traducción de Eustaquio Barjau. De la Presente Edición : Pre-Textos, Valencia 2011.
- Thomas Bernhard / Peter Hamm: Sind Sie gern böse? Ein Nachtgespräch zwischen Thomas Bernhard und Peter Hamm im Hause Bernhard in Ohlsdorf. Suhrkamp-Verlag, Frankfurt am Main 2011.
  - Spanische Ausgabe: Thomas Bernhard / Peter Hamm: ?Le gusta ser malvado? Trad. del alemán por Miguel Sáenz. Alianza Editorial, Madrid 2013.
- Peter Rühmkorf / Peter Hamm: Selbstanzeige – Schriftsteller im Gespräch. Hg. Werner Koch. Fischer Taschenbuch Verlag, Frankfurt am Main 1971.

### Herausgaben
- Licht hinterm Eis – Schwedische Lyrik von 1900–1957. Auswahl und Übersetzung gemeinsam mit Stig Schönberg von Peter Hamm. Verlag Eremiten Presse, Stierstadt i. T. 1957.
- Die Kornblumen und die Städte – Tschechische Poesie unseres Jahrhunderts. Herausgegeben und übertragen gemeinsam mit Elisabeth Borchers von Peter Hamm. Verlag Eremiten Presse, Stierstadt i. T. 1962.
- Aussichten – Junge Lyriker des deutschen Sprachraums – vorgestellt von Peter Hamm. Biederstein Verlag, München 1966. (Die erste gesamtdeutsche Lyrikanthologie)
  - Italienische Ausgabe: Giovani poeti tedeschi – A cura di Roberto Fertonani. Giulio Einaudi Editore, Turin 1969.
- Welches Tier gehört zu dir? Eine poetische Arche Noah – errichtet von Peter Hamm. Carl Hanser Verlag, München/Wien 1984.
- Kennst du das Land, wo die Zitronen blühn – Italien im deutschen Gedicht. Insel Verlag, Frankfurt am Main 1987.
- Kritik / von wem / für wen / wie – Eine Selbstdarstellung der Kritik. Carl Hanser Verlag, München 1968. (Darin: P. H. Der Großkritiker, der Aufsatz, mit dem dieser Begriff geboren wurde)
  - Spanische Ausgabe: Critica de la Critica. Barral, Barcelona 1971.
- Artur Lundkvist: Gedichte. Verlag Kiepenheuer & Witsch, Köln/Berlin 1963.
- Christopher Caudwell – Bürgerliche Illusion und Wirklichkeit. Beiträge zur materialistischen Ästhetik. Carl Hanser Verlag, München 1971.
- Jesse Thoor: Gedichte. Suhrkamp Verlag Frankfurt am Main 1975. Neuausgabe (ebd.) 2004.
- Julien Green – Der Träumer mit dem zweiten Gesicht. Darin: Peter Hamm: Tagebücher-Nachtbücher, zum 80. Geburtstag von Julien Green. Carl Hanser Verlag, München 1986.
- Robert Walser: Leben und Werk in Daten und Bildern. Mit einem Essay von Peter Hamm. Herausgegeben von Elio Fröhlich und Peter Hamm. Insel Verlag, Frankfurt am Main 1980.
- Jakob Schaffner: Johannes – Roman einer Jugend. Mit einem Nachwort von Peter Hamm. Herausgegeben von Peter von Matt. Nagel & Kimche im Carl Hanser Verlag, München 2005.
- Walter Gross: Werke und Briefe. Limmat Verlag, Zürich 2005.
- Peter Handke / Hermann Lenz: Briefwechsel. Mit einem Essay von Peter Hamm. Insel Verlag, Frankfurt am Main 2006.
- Lillian Birnbaum: Peter Handke – Porträt des Dichters in seiner Abwesenheit. Darin: Peter Hamm: Ein Haus ist mehr als ein Haus oder Versuch über das Haus des Dichters. Salzburg 2011.

### Drehbücher
- Die Moral der Ruth Halbfass. Regie Volker Schlöndorff 1972.
- Übernachtung in Tirol. Regie Volker Schlöndorff 1973.

### Fernsehfilme
- Protest in der Kunst, eine Bestandsaufnahme. Buch und Regie, 2 × 60’. Radio Bremen 1969.
- Alfred Brendel, Pianist. Ein Porträt. Buch und Regie, 45’. Radio Bremen 1973.
- Alfred Brendel spielt Schubert. Dreizehnteilige Fernsehserie. Musik- und Bildregie. Radio Bremen/Studio Hamburg 1976–1977. Als fünfteilige DVD-Kassette erschienen unter dem Titel: Alfred Brendel plays and introduces Schubert Piano Works. EuroArts Music Int. 2007.
- Hanns Eisler. Zu früh? Zu spät? Ein Komponistenporträt. 60’. Buch und Regie. Hessischer Rundfunk 1972/73.
- Heinrich Böll – Nobelpreisträger. Buch und Regie. 60’. Aus der Serie Nobelpreisträger. Bavaria Produktionsgesellschaft 1974.
- Die verbotene Schönheit – der Komponist Hans Werner Henze. Buch und Regie, 90’. Westdeutscher Rundfunk 1976.
- „Der ich unter Menschen nicht leben kann“. Auf der Suche nach Ingeborg Bachmann. Buch und Regie, 120’. Westdeutscher Rundfunk/SWF 1980.
- „Ich stehe immer noch vor der Tür des Lebens“. Robert Walser und die schöne Kunst des Unterliegens. Buch und Regie, 120’. SWF/WDR 1986.
- Im Labyrinth des Ich. Fernando Pessoa und Portugal. Buch und Regie, 120’. Hessischer Rundfunk 1988.
- „Wo haben Sie Ihr blondes Haar gestohlen?“ – Ilse Losa geb. Lieblich. Buch und Regie, 60’. Hessischer Rundfunk 1992.
- Der schwermütige Spieler – Peter Handke. Ein Porträt. Buch und Regie, 90’. SWR/ARTE 2002.